# 류큐 한자음
류큐 한자음(琉球漢字音)은 류큐어의 한자음을 말한다. 중국문화를 받아들인 다른 나라와 마찬가지로 옛 류큐 왕국(지금의 오키나와현 및 가고시마현 일부)도 한자를 이용하여 문자생활을 꾸려갔던 지역으로서, 본래의 중국한자음을 바탕으로 류큐어의 음운체계에 맞춰 변화한 독자적인 한자음을 두루 일컬어 류큐 한자음이라 부를 수 있다. 예를 들어 돈을 오키나와어로 じん이라고 하는데 한자 錢(전)에 대한 류큐 한자음으로 볼 수 있으며, 이것은 일본 한자음의 せん과 대비된다. 가령 "학생"은 오키나와어에서는 ぐゎくしい로서, 각각 한자 學과 生에 대응하는 한자음 ぐゎく,しい등을 뽑아낼 수 있다. 물론 일본 한자음과 일치하는 예도 다수 존재한다.
일본어와 마찬가지로 한자의 음과 훈을 이용한 표기가 이루어지는 류큐어에서는 개개의 한자에 대한 류큐어 훈을 설정할 수 있는데, 몇몇 학자들은 이를 류쿤(琉訓)이라 부르고 있다. 오키나와의 지명에서 흔히 보이는 예로서 東을 あがり로 읽거나 城을 くすく、くすぃく라고 읽는 것등이 이에 해당된다.

## 참고 문헌
- 西岡敏(2000)「『琉球漢字音訓辞典』の可能性について」『一橋論叢』124(4), pp.516-531.
- 吉屋松金,実践うちなあぐち教本,南洋出版